# مولونا
مولونا (به ایتالیایی: Molvena) یک کومونه در ایتالیا است که در استان ویچنزا واقع شده‌است.

## خصوصیات
مولونا ۷ کیلومترمربع مساحت و ۲٬۴۲۶ نفر جمعیت دارد.